# Ollagüe
Ollagüe je stratovulkán, nacházející se na hranicích Bolívie a Chile. Masiv sopky je tvořen andezity, na vrcholu se nachází dacitový lávový dóm. Z historie není doložena žádná aktivita, avšak stáří menšího troskového kužele La Poruñita na jihozápadním úbočí je datováno na konec posledního zalednění. Veškerá aktivita je soustředěna do menšího fumarolového pole na jižní vnější straně kráteru se střídavou intenzitou emisí sopečných plynů a par. Aktivita sopky je sledována chilskou „Národní geologickou a báňskou službou“ (Servicio Nacional de Geología y Minería).
Nejbližším obydleným místem je pohraniční obec Ollagüe a asi pět kilometrů vzdálená obec Buenaventura.

## Těžba síry
Těsně pod vrcholem byla od počátku 20. století až do roku 1976 těžena síra. Na západním úbočí sopky prochází cesta z Buenaventury až do výšky 5672 m n. m. Na ní se v nadmořské výšce 4292 metrů nachází bývalý tábor těžařů. Jiná cesta vede přímo z obce Buenaventura na jižní svaz sopky a dále až do výšky 5500 metrů. Na této cestě byla ve výšce 4718 metrů zřízena větší pomocná pracovní plošina. Jiná cesta vede z bolivijské strany od železniční trati poblíž obce Avaroa přes východní svah sopky na její jižní stranu až do výšky 5494 m. Na jižním svahu se tyto cesty spojují.
Jako těžaři zde byli zaměstnáni jen Indiáni kmene Kečuú z Bolívie nebo Peru, zvyklí žít i pracovat v těchto nadmořských výškách. Firma „Biorlando“ jich zde zaměstnávala až 80.

### Lanovka
V miulosti byla z Buenaventury v nadmořské výšce 3719 m vybudována nákladní lanová dráha k jižnímu okraji kráteru ve výšce 4717 metrů, překonávala tak výškový rozdíl více než 1000 metrů. Pozůstatky horní stanice, střední stanice a zbytky lan jsou dodnes rozpoznatelné. Lanová dráha byla 11 kilometrů dlouhá, sloužila především k dopravě síry z místa těžby. V roce 1948 ji nahradily nákladní automobily, které mohly k místu těžby dojet přímo.